# エドウィン・ビンガム・コープランド

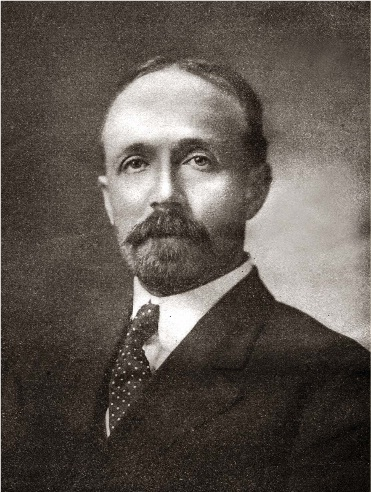
エドウィン・ビンガム・コープランド

エドウィン・ビンガム・コープランド（Edwin Bingham Copeland、1873年9月30日 - 1964年3月16日）はアメリカ合衆国の植物学者、農学者である。

## 略歴
ウィスコンシン州のモンロー郡に生まれた。父は動物学者のハーバート・エドソン・コープランド。スタンフォード大学、ハレ大学で学んだ。1903年にフィリピンに初めてわたった。1909年にフィリピンのロスバニョスにフィリピン農業大学（後のフィリピン大学ロスバニョス校）を設立し、1909年から1917年の間、学長と植物生理学の教授をつとめた。
オキナタケ科のアオゾメヒカゲタケ属の学名、Copelandia に献名されている。

## 著作
- Copeland, E. B. "What is a plant?" 1927 Science 65:388-390